# انیس الحجاج

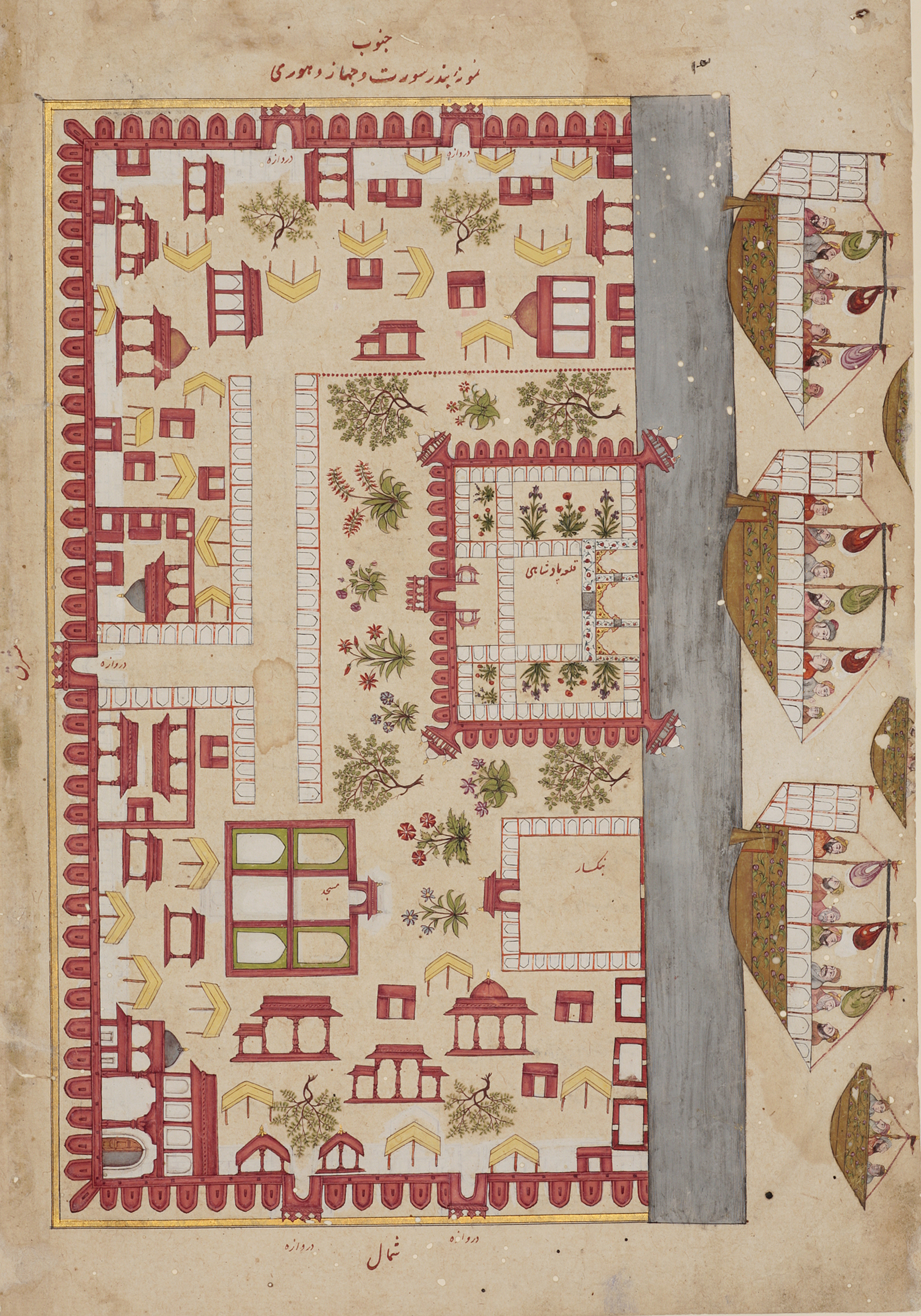
نگاره‌ای از انیس الحجاج که نقشه بندر سورات را نشان می‌دهد

انیس الحجاج اثری ادبی از قرن هفدهم است که توسط صفی بن ولی، کارمند دربار گورکانیان در هندوستان، بود که به فارسی نوشته شده‌است. در این کتاب نویسنده مراسم حج (زیارت مکه و مدینه که یکی از ارکان اسلام است) را شرح داده و از سفر خود در سال ۱۶۷۷ میلادی (هجری قمری ۱۰۸۸ هجری قمری) شرحی می‌دهد و به زائران توصیه‌هایی می‌کند. تصاویر آن زائرانی را نشان می‌دهد که به مکان‌های مقدس سفر می‌کنند و در مناسک حج شرکت می‌کنند. همچنین یک راهنمای بصری برای مکان‌ها و افراد دارد که قابل توجه است.

## خلاصه
ابن ولی در دربار اورنگ زیب، امپراتور گورکانی، یک کارمند بود. حج او از نظر مالی توسط زیب‌النسا، فرزند ارشد اورنگ زیب، پشتیبانی شد و در عوض ابن ولی برای او یک تفسیر از قرآن نوشت. وی همچنین در سال ۱۶۶۵ یک تاریخ جهانی نوشت. پس از حج، به شغل خود در دربار بازگشت و فعالیت‌های اینچنینی خود را تا پیری ادامه داد.

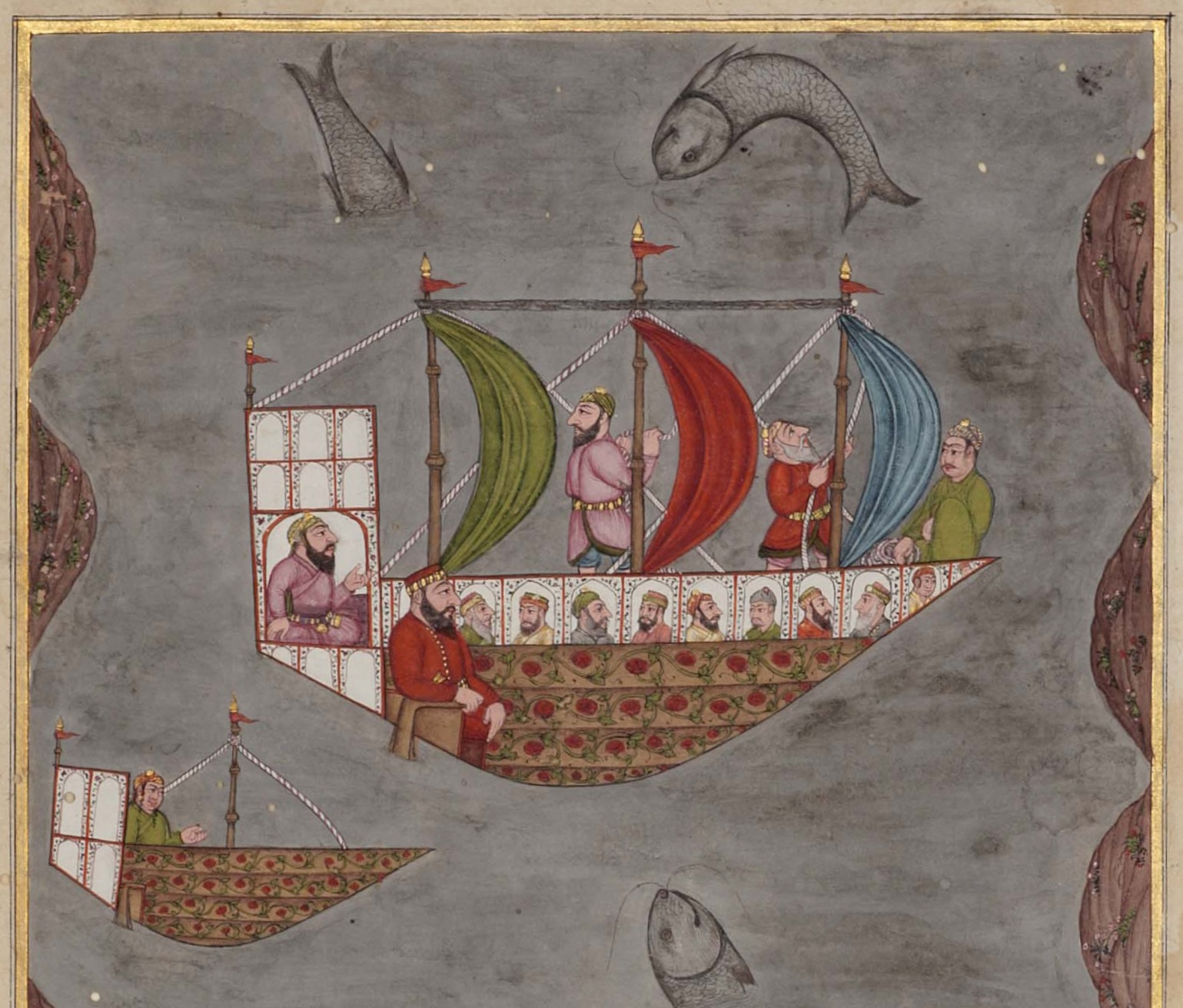
زائران مسافر با کشتی به آن طرف دریای عمان می‌رفتند.

ابن ولی در سپتامبر ۱۶۷۶ از دهلی عزیمت کرد و در ژانویه ۱۶۷۷ به بندر مخای یمن رسید و با کاروان حجاج دیگری ادامه داد. سفر دریایی از هند به شبه جزیره عربستان حدود ۲۵ روز طول می‌کشید. این کتاب توصیه‌هایی در مورد سفر با کشتی‌ها از طریق اقیانوس هند دارد، شروع آن با توصیه در مورد انتخاب کشتی است. توصیه می‌کند که هر کشتی باید دارای یک طبیب (پزشک) و یک فصد باشد. به زائران توصیه می‌شود که آب مورد نیاز خود را در گلدان‌های خاکی حمل کنند، زیرا مزه آب در کشتی ناخوشایند است. اگر آنها آب خود را نداشته باشند، می‌توانند آب کشتی را با افزودن آب انار یا آب میوه ترش، خوش طعم کنند. این کتاب توصیه می‌کند که برای جلوگیری از بیماری دریازدگی مسافران باید نزدیک دکل اصلی و دور از قسمت خارجی عرشه بمانند. این اثر به تفصیل مکان‌های بازدید شده توسط بن ولی و مناسک حج را شرح می‌دهد. این موارد شامل بازدید از مکان‌های مقدس بود که زائران موهای خود را تراشیده، قربانی می‌کردند و رمی جمرات را انجام می‌دادند.

## نسخ خطی
نسخه‌های خطی از انیس الحجاج در مجموعه خلیلی حج و هنرهای زیارتی در موزه سلطنتی در لکهنو و در Chhatrapati Shivaji Maharaj Vastu Sangrahalaya در بمبئی وجود دارد.

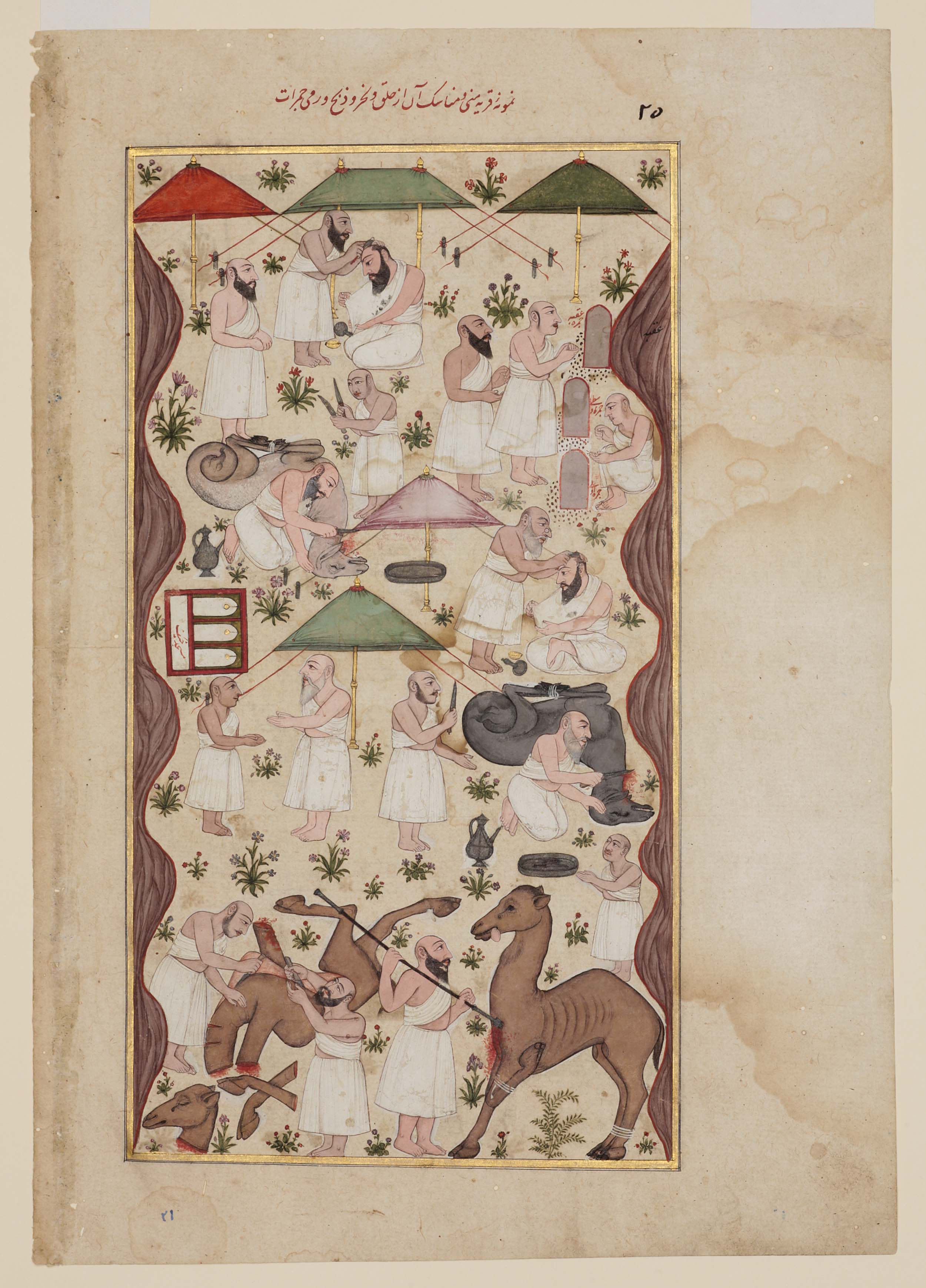
Pilgrims in Mina, being shaved, making sacrifices and stoning the Devil
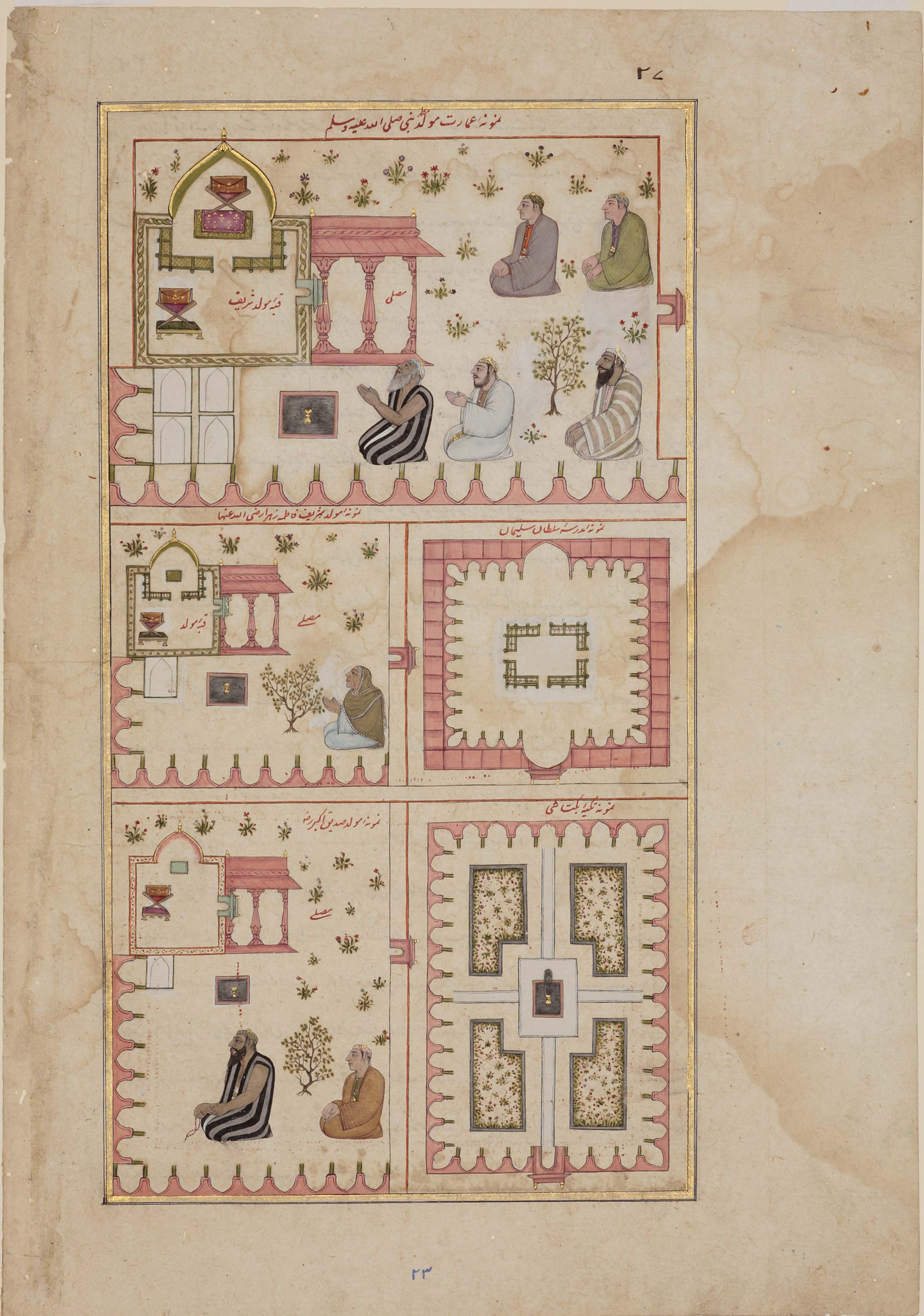
The birthplaces of the Prophet Muhammad; of Fatimah; of Abu Bak al-Siddiq; as well as the Madrasah of Suleiman the Magnificent, and a Bektashi lodge
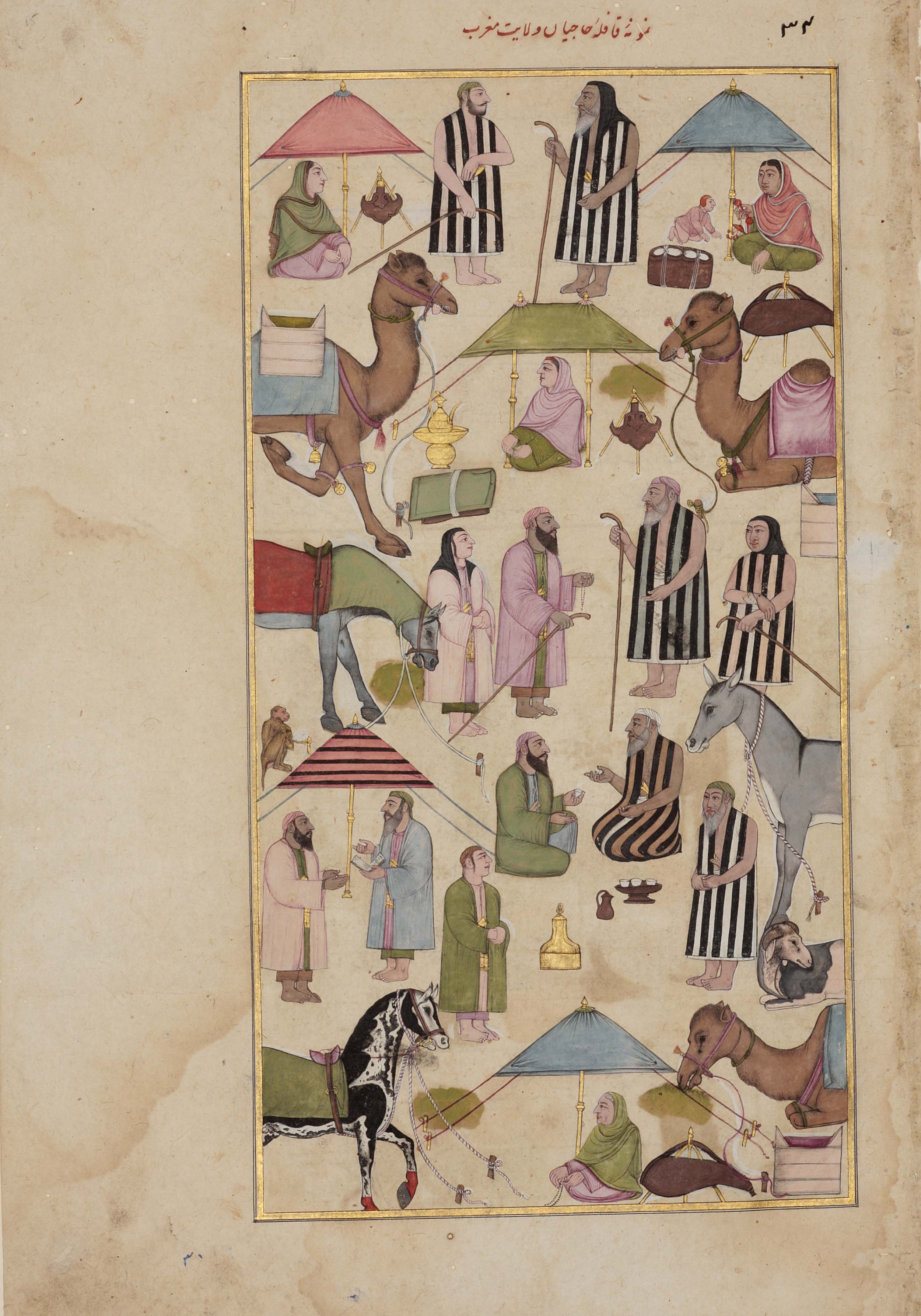
Camp of the North African pilgrim caravan
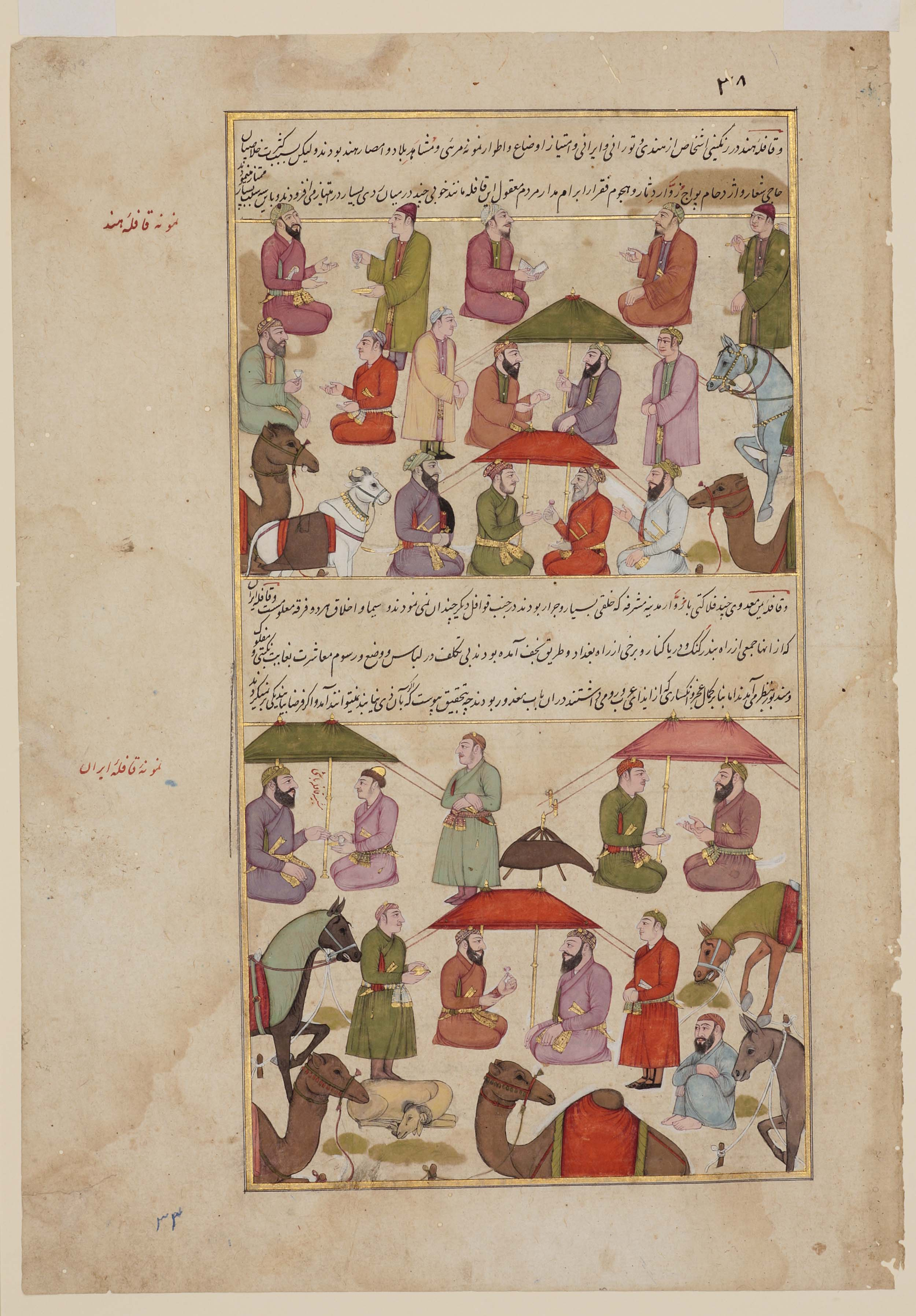
Camps of the Indian (top) and Iranian pilgrim caravans
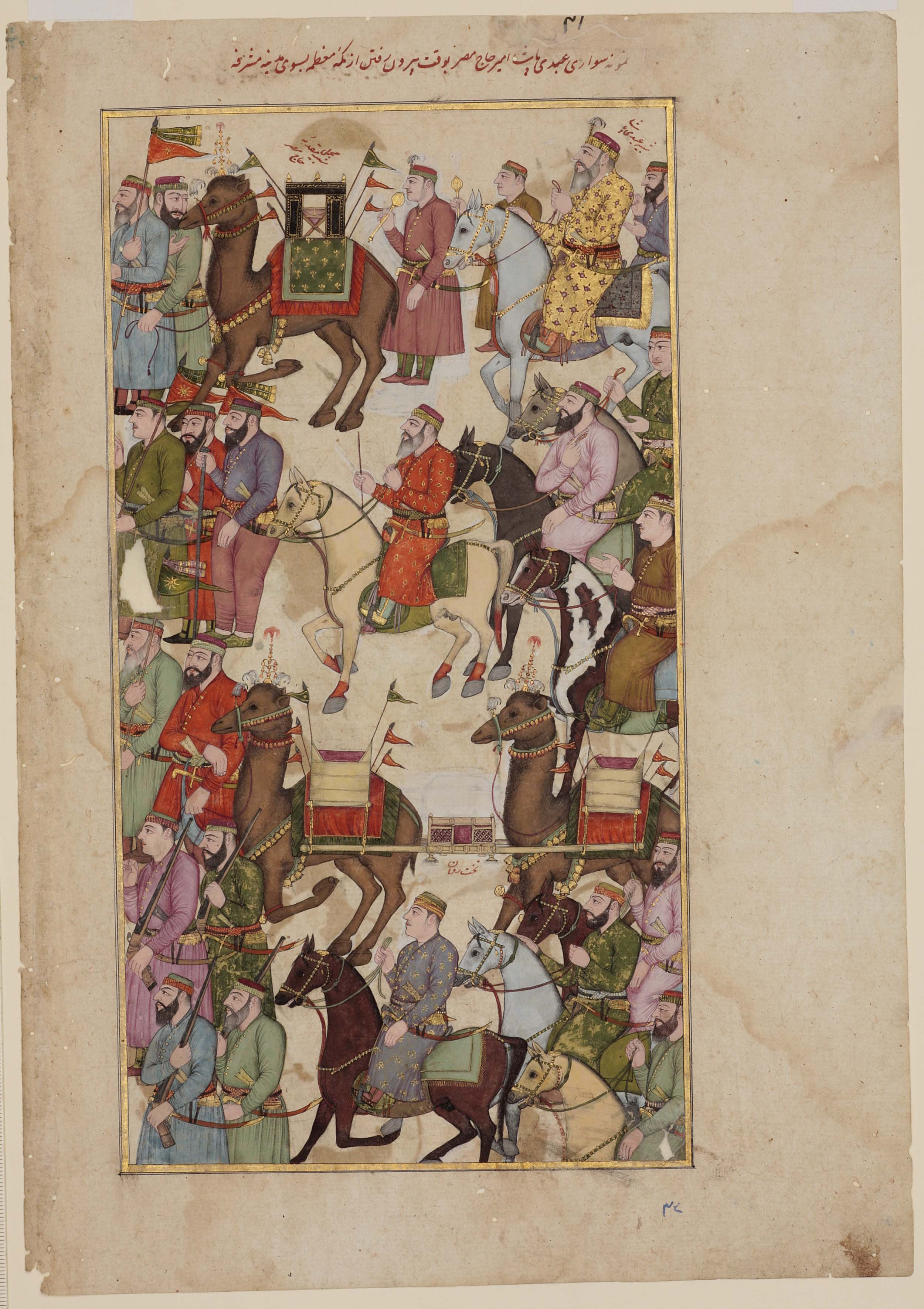
The Amir al-Hajj of the Egyptian caravan riding from Mecca to Medina with the mahmal
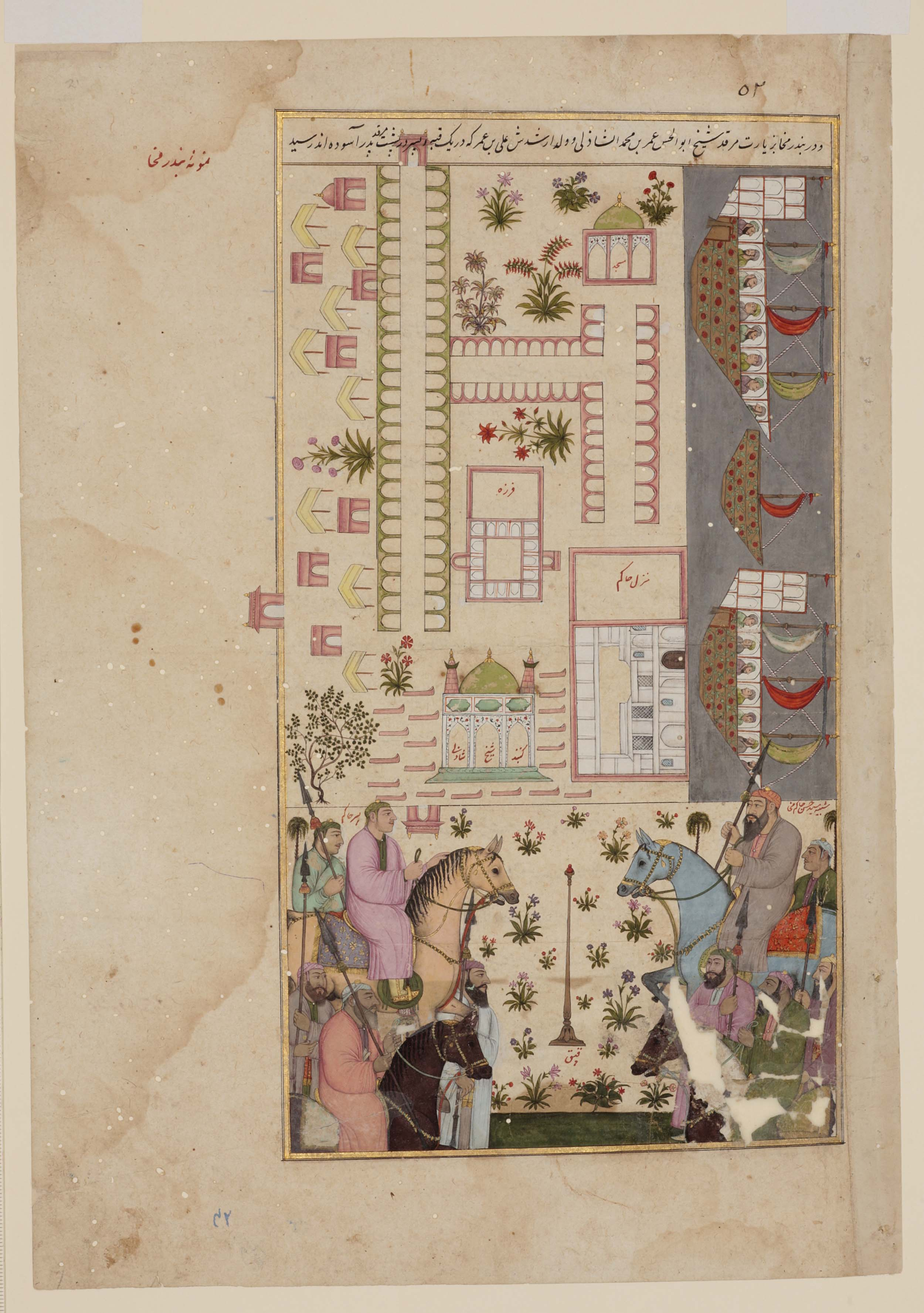
Pilgrim ships leaving the port of Mocha, Yemen for India